# Karangcangkring (Dukun)
Karangcangkring is een bestuurslaag in het regentschap Gresik van de provincie Oost-Java, Indonesië. Karangcangkring telt 1010 inwoners (volkstelling 2010).